# 井上松五郎
井上 松五郎（いのうえ まつごろう、文政6年(1823年) - 明治4年3月28日(1871年5月17日)）は、幕末期の八王子千人同心石阪組世話役。幼名、松次郎。名は一俊。天然理心流。弟は新選組六番隊長の井上源三郎。また、次男の井上泰助も新選組隊士。
武蔵国多摩郡日野宿北原に八王子千人同心井上藤左衛門の次男として生まれ、天保15年(1844年)に22歳で家督を継ぐ。天然理心流近藤周助の弟子となり、弘化2年(1845年)に免許を取得。寺子屋は日野宿金子橋の日野義貴の寺子屋か。
文久3年(1863年)に14代目将軍徳川家茂の上洛に先立って出発した浪士組に弟井上源三郎を送り出し、自らは将軍を警護して上洛。滞京中は、弟が所属する壬生浪士組の同門近藤勇、土方歳三、沖田総司などとも交流があり、その時の日記を書き残している。同年7月に日野宿へ戻った。
慶応2年(1866年)に再び八王子千人同心として将軍警護を勤めて大坂へ向かったが、12月に家茂は死去。長州征伐は中断となる。慶応4年(1868年)4月11日、最後の日光勤番を千人頭石坂義礼に率いられて務めた。
明治4年(1871年)に病死。享年49。